# Nobody's Fool (canción)
«Nobody's Fool» (en español: «El tonto de nadie») es una power ballad interpretada por la banda de glam metal estadounidense Cinderella. Fue publicado como el segundo sencillo de su álbum debut de estudio Night Songs (1986).
Llegó al número 13 en el Billboard Hot 100 y también al número 25 en la lista Hot Mainstream Rock Tracks en 1987.

## Historia
El cantante Tom Keifer la describió: «es una canción para la experiencia del desamor. Yo diría que eso no fue escrito para ninguna persona en particular. Había pasado por eso varias veces antes de escribir esa canción. Muchas veces, las emociones de las canciones son acumulativas. Esa no es una experiencia en particular, sino la culminación de muchas».
La canción fue lanzada en Canadá y los Estados Unidos como un disco de vinilo de siete pulgadas y en Japón como un disco compacto. Además, se lanzaron sencillos promocionales en formato maxisencillo (12 pulgadas) para la venta en Europa y el Reino Unido.
Nobody's Fool empujó a Night Songs al top 3 de la lista de álbumes más vendidos en febrero de 1987. Es el segundo sencillo más exitoso de Cinderella y solo superado por Don't Know What You Got (Till It's Gone), lanzado en 1988.

## Videoclip

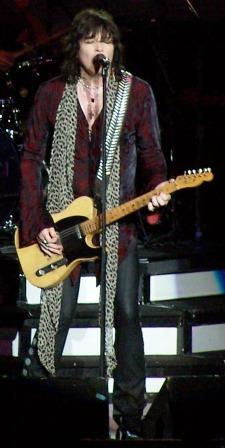
Keifer se inspiró en sus noviazgos anteriores para escribir la canción.

El video musical fue dirigido por Mark Rezyka y continúa la historia desde donde lo dejó el videoclip de «Shake Me».
La Cenicienta sigue a la banda a su espacio de ensayo, con las hermanas malvadas en la persecución. Mientras la banda interpreta la canción, la chica corre a casa para el golpe de la medianoche cuando su atuendo de roquera cambia de nuevo a un vestido sencillo. Más tarde se reúne con la banda de nuevo para un autógrafo y el videoclip termina cuando un destello de reconocimiento pasa por la cara de Keifer.
Fue subido a YouTube de manera oficial en octubre de 2009 y contaba, para octubre de 2021, más de 76.2 millones de visualizaciones.

## Listas
| Listas (1986-1987)                  | Posición |
| ----------------------------------- | -------- |
| Canadiense Singles Gráfico          | 35       |
| Cartelera de EE. UU. Caliente 100   | 13       |
| Cartelera de EE.UU. Mainstream Rock | 25       |